# ヒュンダイ・リベロ
リベロ（Libero）は、現代自動車が製造・販売していた小型トラックである。輸出名は「H-1トラック」。

## 概要
三菱自動車からの技術供与により現代自動車に提供されたスペースギアの基本設計を基に開発されたA1型スタレックスをベースとしており、2000年3月に発売された。
韓国製トラックでは初めて運転席エアバッグが採用された（オプション設定）。エンジンは85馬力のD4BF型2.5Lディーゼルターボ、103馬力のD4BH型2.5Lディーゼルターボインタークーラー、V型6気筒3.0L SOHC LPG等を設定。輸出仕様に限りV型6気筒3.0Lシグマも設定された。なお、2.5Lディーゼルターボインタークーラーは後に2.5Lコモンレールディーゼルに変更された。
韓国製トラックとしては珍しく、キャブオーバー型ではなくセミキャブオーバー型であった。これは、ポーターの短所の改善を図ったため。
しかし、ポーターの短所を改善したにもかかわらず、経済性と機動性で人気を博せず、2007年12月に生産が中止され、翌2008年2月にポーターに統合される形で生産終了となった。
リベロは、ポーターより安全性や整備性が優れていると評され、カーゴ等よりレッカー車、キャンピングカー、救急車等の特装車のベース車として人気があり、多数販売された。
日本では正規輸入はされなかったが、キャンピングカーのベース車として並行輸入が行われた。すでに三菱自動車が「リベロ」を商標登録していたため、「SRX」という名称で販売された。
2024年4月24日にスターリアをベースに開発されたキャブ付きシャシであるEVトラック「ST1」が事実上の後継車種として公開された。

### ラインナップ
- SR（ベーシックモデル）
- SR（スーパーモデル）
- SR（アドバンストモデル）
- プロ（ベーシックモデル）
- プロ（スーパーモデル）
- SRX（ベーシックモデル）
- SRX（スーパーモデル）

### スローガン
- 「1トンリムジン」